# Гірнича промисловість Тринідаду і Тобаго
Гірнича промисловість Тринідаду і Тобаго представлена г.ч. газо- та нафтовидобувними підприємствами. Т. і Т. на початку XXI ст. — найбільший продуцент вуглеводнів у Карибському регіоні. Нафтовидобувна підгалузь забезпечує бл. 25% ВВП (2001).

## Нафтова і газова промисловість
Газова промисловість складає основу мінерально-сировинного сектора економіки Тринідаду і Тобаґо при середньорічному прирості видобутку з 1992 р. 9%. Природний газ добувається на шельфі західніше і східніше Південного Тринідаду. Повний видобуток газу в 2001 склав близько 1.6 млрд фут.куб./добу.
Загальні запаси газу в надрах за цей період були збільшені від 249,2 до 588,0 млрд. м3. Доведені запаси природного газу на 2001 оцінені в 559 млн. м3. До 2020 р. в освоєння газових родовищ на шельфі південно-східного узбережжя країни планується інвестувати 1,2 млрд дол. [Mining J. — 1999. — Annual Rev. — Р. 135].
Газ використовується для виробництва електроенергії на ТЕС і як паливо на нафтопереробних підприємствах, а також як сировина для хімічної промисловості. Частина газу зріджується і ця галузь інтенсивно розвивається.
Видобуток нафти ведеться на півдні та сході о. Тринідад та на шельфі. Видобуток нафти скоротився від 35,8 в кінці 1970-х років до 20,7 тис. т/добу в 1988 р. при скороченні запасів в надрах до 84,3 млн т. В 1980 видобуток нафти становив 11 млн т, в кінці 1990-х років щорічно добувалося бл. 8 млн т. Видобуток нафти у 2001 р. становив 117 430 бар./добу.
У 2000 повний видобуток нафти і газу становив 385 751 бар./добу, у 2001–397 436 бар./добу (+3%), в 2002 — до 437 828 бар./добу. За період 1990–2001 видобуток нафти і газу збільшений на 50%. В газонафтодобувній галузі працюють норвезькі, німецькі, канадські, американські та інші компанії [Mining Annual Review 2002].
Сира нафта, в тому числі імпортна, переробляється на підприємствах Тринідаду, зокрема на одному з найбільших у світі нафтопереробних заводів в Пуент-а-П'єре, а також в Пойнт-Фортіні і Брайтоні. Нафтова промисловість — джерело значної частини прибутків держави, що надходять в формі податків, орендної плати за право розробки надр і митних зборів. Нафтохімічна промисловість прискорює розвиток інших, пов'язаних з нею, секторів економіки. Тринідад — провідний експортер світу з аміаку і потенційно провідний експортер метанолу (понад 1.3 млн т/рік, 2001). До 2005 планується подвоєння виробництва цих продуктів.
Природний асфальт. Неподалік від Ла-Бреа, на південному заході Тринідаду, розробляється велике родовище природного асфальту (запаси 9 млн т). Один з основних операторів — Trinidad & Tobago Ltd. В останні роки виникли труднощі з його збутом через конкуренцію, що зросла з боку виробників штучного асфальту.

## Інші галузі
З нерудної сировини видобувають вапняк і пісок і гравій (зокрема кварцовий), андезит, аргіліт, порцеланіт, флюорит, графіт, гіпс, кварцовий гравій, пісковик.
Будівельні матеріали на початку XXI ст. (2001) видобувають на бл. 50 кар'єрах. Зокрема, важливим є видобуток вапняку для виробників цементу на західному березі біля Пойнт Лісас (Point Lisas). В цій галузі працюють мексиканська фірма Cemex Ltd., фірма Trinidad Cement Ltd. та інші [Mining Annual Review 2002].
Алюміній. Крім того, з 1991 р. почало розвиватися виробництво алюмінію. За період 1995–2005 планується подвоїти виробництво первинного алюмінію і досягти кількості 237 тис. т/рік [Mining Annual Review 2002].